# Лауфен (Залцах)
Лауфен (њем. Laufen) град је у њемачкој савезној држави Баварска. Једно је од 15 општинских средишта округа Берхтесгаденер Ланд. Према процјени из 2010. у граду је живјело 6.591 становника. Посједује регионалну шифру (AGS) 9172122.

## Географски и демографски подаци
Лауфен се налази у савезној држави Баварска у округу Берхтесгаденер Ланд. Град се налази на надморској висини од 394–412 метара. Површина општине износи 35,3 km². У самом граду је, према процјени из 2010. године, живјело 6.591 становника. Просјечна густина становништва износи 187 становника/km².

## Међународна сарадња
| Мјесто     | Држава    | Врста сарадње | Од    |
| ---------- | --------- | ------------- | ----- |
| Бријуд     | Француска | партнерство   | 1981. |
| Леобендорф | Аустрија  | контакт       | 1985. |
| Извор      |           |               |       |